# بلون سابلون (كيبك)
بلون سابلون (بالإنجليزية: Blanc-Sablon, Quebec)‏ هي بلدية محلية في كيبيك تقع في كندا في بلدية مقاطعة لو جولف دو سان لوران الإقليمية. يقدر عدد سكانها بـ 1,118 نسمة ومساحتها 376.50 كم2 وترتفع عن سطح البحر 2 متر .

## المناخ
يظهر الجدول التالي التغييرات المناخية على مدار السنة لبلون سابلون:
| البيانات المناخية لـبلون سابلون    | البيانات المناخية لـبلون سابلون | البيانات المناخية لـبلون سابلون | البيانات المناخية لـبلون سابلون | البيانات المناخية لـبلون سابلون | البيانات المناخية لـبلون سابلون | البيانات المناخية لـبلون سابلون | البيانات المناخية لـبلون سابلون | البيانات المناخية لـبلون سابلون | البيانات المناخية لـبلون سابلون | البيانات المناخية لـبلون سابلون | البيانات المناخية لـبلون سابلون | البيانات المناخية لـبلون سابلون | البيانات المناخية لـبلون سابلون |
| الشهر                              | يناير                           | فبراير                          | مارس                            | أبريل                           | مايو                            | يونيو                           | يوليو                           | أغسطس                           | سبتمبر                          | أكتوبر                          | نوفمبر                          | ديسمبر                          | المعدل السنوي                   |
| ---------------------------------- | ------------------------------- | ------------------------------- | ------------------------------- | ------------------------------- | ------------------------------- | ------------------------------- | ------------------------------- | ------------------------------- | ------------------------------- | ------------------------------- | ------------------------------- | ------------------------------- | ------------------------------- |
| الدرجة القصوى قرينة الرطوبة        | 9.6                             | 12.6                            | 7.3                             | 18.6                            | 24.4                            | 28.0                            | 31.4                            | 30.3                            | 28.7                            | 20.3                            | 18.0                            | 7.8                             | 31.4                            |
| الدرجة القصوى °م (°ف)              | 9.1 (48.4)                      | 8.3 (46.9)                      | 10.4 (50.7)                     | 19.2 (66.6)                     | 20.5 (68.9)                     | 26.0 (78.8)                     | 27.1 (80.8)                     | 28.1 (82.6)                     | 23.3 (73.9)                     | 21.0 (69.8)                     | 16.2 (61.2)                     | 7.8 (46.0)                      | 28.1 (82.6)                     |
| متوسط درجة الحرارة الكبرى °م (°ف)  | −7.7 (18.1)                     | −7.4 (18.7)                     | −3.0 (26.6)                     | 2.5 (36.5)                      | 7.9 (46.2)                      | 12.3 (54.1)                     | 15.7 (60.3)                     | 16.6 (61.9)                     | 12.9 (55.2)                     | 7.1 (44.8)                      | 2.1 (35.8)                      | −3.8 (25.2)                     | 4.6 (40.3)                      |
| المتوسط اليومي °م (°ف)             | −12.7 (9.1)                     | −12 (10)                        | −7.3 (18.9)                     | −1.0 (30.2)                     | 3.8 (38.8)                      | 8.3 (46.9)                      | 12.0 (53.6)                     | 12.8 (55.0)                     | 9.0 (48.2)                      | 3.6 (38.5)                      | −1.5 (29.3)                     | −8.1 (17.4)                     | 0.6 (33.1)                      |
| متوسط درجة الحرارة الصغرى °م (°ف)  | −17.5 (0.5)                     | −16.5 (2.3)                     | −11.4 (11.5)                    | −4.4 (24.1)                     | −0.3 (31.5)                     | 4.2 (39.6)                      | 8.1 (46.6)                      | 9.0 (48.2)                      | 5.0 (41.0)                      | 0.2 (32.4)                      | −5.1 (22.8)                     | −12.4 (9.7)                     | −3.4 (25.9)                     |
| أدنى درجة حرارة °م (°ف)            | −32.3 (−26.1)                   | −34.1 (−29.4)                   | −32.5 (−26.5)                   | −23.0 (−9.4)                    | −11.1 (12.0)                    | −3.6 (25.5)                     | 0.0 (32.0)                      | 1.8 (35.2)                      | −4.8 (23.4)                     | −10.4 (13.3)                    | −18.9 (−2.0)                    | −30.2 (−22.4)                   | −34.1 (−29.4)                   |
| أدنى درجة حرارة تبريد الرياح       | −48                             | −48                             | −48                             | −34                             | −16                             | −7                              | 0                               | 0                               | −9                              | −22                             | −31                             | −47                             | −48                             |
| الهطول مم (إنش)                    | 97.2 (3.83)                     | 83.8 (3.30)                     | 80.1 (3.15)                     | 49.9 (1.96)                     | 69.4 (2.73)                     | 92.0 (3.62)                     | 102.0 (4.02)                    | 96.3 (3.79)                     | 88.8 (3.50)                     | 87.8 (3.46)                     | 74.9 (2.95)                     | 99.6 (3.92)                     | 1٬021٫7 (40.22)                 |
| معدل هطول الأمطار مم (إنش)         | 11.8 (0.46)                     | 7.9 (0.31)                      | 11.5 (0.45)                     | 20.5 (0.81)                     | 62.0 (2.44)                     | 91.4 (3.60)                     | 101.9 (4.01)                    | 96.3 (3.79)                     | 88.8 (3.50)                     | 81.9 (3.22)                     | 48.0 (1.89)                     | 24.1 (0.95)                     | 646.0 (25.43)                   |
| متوسط تساقط الثلوج سم (إنش)        | 85.4 (33.6)                     | 75.7 (29.8)                     | 68.6 (27.0)                     | 29.1 (11.5)                     | 7.4 (2.9)                       | 0.66 (0.26)                     | 0.02 (0.01)                     | 0.0 (0.0)                       | 0.03 (0.01)                     | 6.0 (2.4)                       | 26.9 (10.6)                     | 75.5 (29.7)                     | 375.3 (147.8)                   |
| متوسط أيام هطول الأمطار (≥ 0.2 mm) | 17.5                            | 16.9                            | 17.0                            | 13.9                            | 15.1                            | 16.0                            | 17.4                            | 15.1                            | 14.5                            | 15.5                            | 15.8                            | 17.9                            | 192.7                           |
| متوسط الأيام الممطرة (≥ 0.2 mm)    | 2.8                             | 2.4                             | 4.5                             | 7.3                             | 13.2                            | 16.0                            | 17.4                            | 15.1                            | 14.5                            | 14.5                            | 9.8                             | 5.2                             | 122.5                           |
| متوسط الأيام المثلجة (≥ 0.2 cm)    | 16.5                            | 15.9                            | 15.1                            | 8.7                             | 2.9                             | 0.32                            | 0.04                            | 0.0                             | 0.04                            | 2.3                             | 8.6                             | 15.6                            | 86.1                            |
| ساعات سطوع الشمس الشهرية           | 93.9                            | 106.7                           | 111.7                           | 137.6                           | 157.5                           | 165.3                           | 141.9                           | 159.0                           | 128.9                           | 106.2                           | 85.1                            | 75.8                            | 1٬469٫4                         |
| نسبة وصول أشعة الشمس               | 36.0                            | 37.9                            | 30.4                            | 33.1                            | 32.6                            | 33.3                            | 28.4                            | 35.2                            | 33.9                            | 32.0                            | 31.8                            | 30.8                            | 32.9                            |
| المصدر: Environment Canada         |                                 |                                 |                                 |                                 |                                 |                                 |                                 |                                 |                                 |                                 |                                 |                                 |                                 |